# Paradoks stosu
Paradoks stosu (paradoks sorytu, z gr. σωρείτης sōreitēs) – klasyczny problem z zakresu filozofii języka. Jego autorstwo jest przypisywane Eubulidesowi z Miletu bądź Zenonowi z Elei. Istnieje kilka wersji paradoksu, najczęściej spotykaną jest następująca:
Wyobraź sobie stos piasku, z którego pojedynczo usuwane są kolejne ziarna, aż do momentu, kiedy zostanie już tylko jedno. Czy jest ono nadal stosem? Jeśli nie, to kiedy stos przestał nim być?
Usuwanie kolejnych ziaren, do momentu kiedy zaistnieje opisana sytuacja, doprowadza do następującej konkluzji: stos może składać się z jednego ziarna. Wynika z tego, że: jeśli jedno ziarno piachu to wciąż stos, usunięcie tego jedynego ziarna i tak nie sprawi, że stos nie przestanie istnieć, a jedynie wartość liczbowa ziaren przybierze niepoprawną wartość.

## Warianty
Na gruncie logiki paradoks stosu można przedstawić używając przykładowych dwóch przesłanek:
1. Milion ziarenek piasku jest stertą.
2. Sterta, z której usunie się jedno ziarenko piasku, pozostaje stertą.

Jeśli obie te przesłanki są prawdziwe, to używając indukcji matematycznej możemy wykazać, że dowolna liczba ziarenek piasku mniejsza niż milion jest stertą, w szczególności zero albo jeden.
Warianty paradoksu stosu można zastosować dla wielu innych cech, na przykład „bycia wysokim”, „bycia bogatym”, „bycia łysym”, czy nawet „bycia człowiekiem”. Według Bertranda Russella, paradoks ten można zastosować do wszystkich pojęć z języka naturalnego, co oznacza, że wszystkie takie pojęcia są niejednoznaczne.

## Proponowane rozwiązania

### Ustalenie sztywnej granicy
Popularne rozwiązanie paradoksu polega na ustaleniu sztywnej granicy, określającej, ile ziarenek stanowi stertę. Przykładowo, jeśli granicę ustali się na 10000 ziarenek piasku, to 9999 ziarenek nie będzie tworzyć sterty.
To rozwiązanie może budzić wątpliwości, ponieważ granica taka zawsze będzie arbitralna. Dodatkowo różnica między 9999 a 10000 ziarenkami piasku jest tak niewielka, że nie uzasadnia jakościowej różnicy w określaniu ich.

### Istnienie niepoznawalnej granicy
Rozwiązanie epistemicystyczne mówi, że granica istnieje, ale nie może zostać określona. Tym samym samo pojęcie „sterty” jest precyzyjne, a jedynie nasza wiedza o tym pojęciu jest nieprecyzyjna.
Podejście to może budzić takie same wątpliwości jak ustalenie sztywnej granicy. Dodatkowo budzi wątpliwości natury lingwistycznej, ponieważ zakłada, że znaczenie pojęcia nie zależy od tego, jak jest ono używane.

### Logika wielowartościowa i logika rozmyta
Paradoks można próbować rozstrzygać na gruncie logiki wielowartościowej, rezygnując z założenia, że piasek albo jest stertą, albo nie jest stertą. Wprowadzenie dodatkowych niepewnych wartości nie rozwiązuje jednak problemu, ponieważ wciąż pojawia się problem ustalenia granicy między „sterta” i „niepewność” oraz „niepewność” i „nie sterta”.
Zastosowanie logiki rozmytej pozwala rozwiązać ten problem przez wprowadzenie nieskończenie wielu możliwych wartości. Wartości te są reprezentowane jako liczby rzeczywiste z przedziału [0,1], które można interpretować np. jako „trochę sterta”, „częściowo sterta”, „w dużym stopniu sterta” itd.

### Histereza
Kolejnym podejściem jest zastosowanie pojęcia histerezy, czyli zależności aktualnego stanu od stanów wcześniejszych. Równe ilości piasku mogą być nazywane stertą albo nie, w zależności od tego, czym były wcześniej. Jeśli duża sterta (co do której nie ma wątpliwości, że jest stertą), jest powoli zmniejszana, zachowuje swój „status sterty”, nawet jeśli pozostanie jej mało ziarenek. Przykładowo, niech 500 ziarenek stanowi „kupkę”, a 1000 ziarenek „stertę”. Jeśli zmniejszamy „stertę”, to np. przy 700 ziarenkach przestajemy nazywać ją „stertą” i zaczynamy nazywać „kupką”. Ale dołożenie jednego ziarenka nie sprawi, że stanie się ona znów „stertą”. Dopiero gdy liczba ziarenek przekroczy np. 800, znów będzie mogła zostać nazwana „stertą”. Liczba ziarenek pomiędzy 700 a 800 jest wtedy albo „kupką”, albo „stertą”, w zależności od tego, ile ich było wcześniej.

### Deskryptywizm językowy
Deskryptywne podejście do paradoksu stosu polega na uwzględnieniu faktu, że znaczenie pojęć zależy od tego, jak są one używane przez ludzi. W tym podejściu zbiór ziarenek piasku jest w takim stopniu „stertą”, jaka część ludzi uzna, że jest. Innymi słowy, prawdopodobieństwo, że dany zbiór ziarenek jest stertą, to wartość oczekiwana odpowiedzi na pytanie „Czy to jest sterta?” w populacji.
Wszyscy członkowie grupy mogą zgadzać się, że:
- jedno ziarenko piasku nie jest stertą,
- duży zbiór ziarenek piasku jest stertą.

Pomiędzy tymi skrajnymi sytuacjami poszczególni członkowie grupy mogą mieć różne zdanie na temat tego, czy dana liczba ziarenek jest, czy nie jest „stertą”. W przeciwieństwie do podejścia preskryptywistycznego „bycie stertą” nie ma wtedy znaczenia absolutnego, a jedynie przybliżone, w zależności od tego, jak używają tego pojęcia ludzie. Faktycznie, gdyby to pojęcie miało ścisłą definicję, nie byłoby różnicy zdań pomiędzy używającymi go osobami i paradoks by się nie pojawił.